# پرئوبراژنوفکا (شهرستان زاویتینسکی، استان آمور)
پرئوبراژنوفکا (به لاتین: Preobrazhenovka) یک منطقهٔ مسکونی در روسیه است که در استان آمور واقع شده‌است.